# Onocleaceae
Famille
Les Onocleaceae sont une famille de fougères de l'ordre des Polypodiales.

## Taxonomie
La famille Onocleaceae est décrite en 1970 par le botaniste italien Rodolfo Emilio Giuseppe Pichi-Sermolli.

## Liste des genres
Selon NCBI (27 février 2025)
- genre Matteuccia
- genre Onoclea
- genre Onocleopsis
- genre Pentarhizidium